# Das Duo: Verkauft und verraten
Verkauft und verraten ist ein deutscher Fernsehfilm von Marcus Weiler aus dem Jahr 2008. Es handelt sich um den 15. Filmbeitrag der ZDF-Kriminalfilmreihe Das Duo.
In ihrem vierten gemeinsamen Fall ermitteln Ahrens und Hertz den Mord an Hotelier Mundorf.

## Handlung
Der Hotelbetreiber Kaspar Mundorf wird in der Tiefgarage seines Hotel erschossen. Marion Ahrens und Clara Hertz ermitteln den Fall. Ihnen ist bekannt, dass Mundorf kurz davor war, seine Immobilie an den rechtsradikalen Verleger Dreesen zu verkaufen, was im Vorfeld in der Bevölkerung großen Widerspruch hervorgerufen hatte. Für Anna Mundorf ist dieser Mord der zweite harte Schicksalsschlag, denn sie hat gerade erst eine ihrer Töchter nach langer Krankheit verloren. Ahrens und Hertz haben den Eindruck, dass die Familie zutiefst zerstritten ist. Der Sohn Christian Mundorf möchte, dass der Verkauf an Dreesen so schnell wie möglich abgewickelt wird, damit die Familie ihre Schulden begleichen kann. Tochter Jule Mundorf befürwortet den Verkauf an die Stadt, um der Öffentlichkeit nachzugeben, oder auch das Erbe gar nicht erst anzunehmen, sodass die Immobilie den Banken überlassen wird. Anna Mundorf steckt zwar in ihrer Trauer um Tochter und Mann fest, will das Erbe aber um jeden Preis annehmen und plant das Hotel an die Stadt verkaufen.
Ahrens und Hertz versucht herauszufinden, warum Kaspar Mundorf unbedingt an Dreesen verkaufen wollte, der als Strohmann für den Nazi Rudolf Markowitz fungiert und Mundorf sich damit den Unmut der Bevölkerung zuzieht. Der Grund liegt angeblich darin, dass der Hotelbesitzer mit der Stadt nicht gut auskam, weil er sich von den ständigen behördlichen Forderungen drangsaliert fühlte. Seine Witwe sieht das nun ganz anders und will auf keinen Fall das Hotel als neues Schulungszentrum der Neonazis sehen und deshalb lieber der Stadt den Vorzug geben. Ihr Sohn Christian macht ihr deshalb schwere Vorwürfe. Da er völlig unter dem Einfluss von Dreesen und Markowitz steht, will er unbedingt, dass diese beiden von ihm nicht enttäuscht sind und möchte den Verkauf entsprechend beeinflussen.
Die Ermittlungen der Kommissarinnen gehen in alle Richtungen. Sowohl die Familienmitglieder, von denen jeder Grund genug hatte das ungeliebte Familienhaupt umzubringen, als auch die potentiellen Käufer des Hotels werden gründlich überprüft. Diskrepanzen beim vereinbarten Verkaufspreis wären für die Ermittlerinnen durchaus ein Mordmotiv, wobei sie auch eine Erpressung für möglich halten. Ahrens und Hertz erhoffen sich Aufschluss durch das Handy des Opfers, das seit der Tat verschwunden ist. Wer es besitzt, könnte der Täter sein. Ehe sie jedoch weiter in dieser Richtung ermitteln können, wird Jule Mundorf von Neonazis vergewaltigt, um ihre Mutter so dazu zu bringen an Dreesen zu verkaufen.
Kriminalassistent Frank Düblin findet nach langen Suchen im Computer des Opfers eine versteckte Datei, die ein Handyfoto beinhaltet, das seinen Sohn dabei zeigt, wie er Oliver Dreesen küsst. Damit steht für Ahrens und Hertz fest, dass Dreesen der Täter ist und tatsächlich von Mundorf erpresst wurde, der so den Kaufpreis hochgetrieben hatte. Die Kommissarinnen wollen Dreesen festnehmen und finden ihn im Hotel beim Gespräch mit Anna Mundorf, die aufgrund der Gewalttat gegen ihre Tochter zuerst angebliche Verkaufsbereitschaft gezeigt hatte, jedoch Dreesen mit einer Schreckschusspistole bedroht. Als Dreesen festgenommen wird stürmt unerwartet Christian auf ihn zu und rammt ihm ein Messer in den Bauch. Er hatte mitangehört, wie er seiner Mutter gegenüber äußerte, dass seine Beziehung zu ihm nur ein notwendiges „Opfer“ gewesen sei. Christian Mundorf wird daraufhin festgenommen und der verletzte Oliver Dreesen in ein Polizeikrankenhaus gebracht.

## Hintergrund
Verkauft und verraten wurde unter dem Arbeitstitel Das Duo – Menschen im Hotel in Lübeck gedreht und am 16. August 2008 um 20:15 Uhr im ZDF erstausgestrahlt.

## Kritiken
Rainer Tittelbach von tittelbach.tv meinte zu dieser Folge: „Solide sind sie immer und ihre Ermittlungsmethoden machen Lübeck alle Ehre.“ „Der dramatische Schlussakkord löst endlich das ein, was die intensive Eingangssequenz mit Paula Kalenberg und der wie immer überzeugenden Corinna Harfouch verspricht. Als Familiendrama weiß ‚Das Duo‘ zu überzeugen, aber die Kommissarinnen kommen trotz hormoneller Probleme für die große Tragik des Falls ein bisschen zu gewollt launig daher.“
Kino.de befand: „Mit ‚Verkauft und verraten‘ legt Regisseur Marcus Weiler nach hoch gelobten Filmen der ARD-Reihe ‚K3‘ seine erste Arbeit für das ZDF vor.“ „Bei ‚Das Duo‘ setzt er weniger auf Spannung, als auf das intensive Entblättern des Falles.“
Manuel Weis bei Quotenmeter.de wertete: „Die Aufklärung des Falles ist clever gewählt, in sich schlüssig und rundet das zuvor Geschehene somit gut ab. Zudem ist es den Machern gelungen, das heikle Thema ‚Nazis in Deutschland‘ so behutsam anzugehen, dass sich niemand auf den Schlips getreten fühlt – vor allem auch deshalb, weil man weitestgehend verzichtet hat, die üblichen Klischees zu verwenden.“
Die Kritiker der Fernsehzeitschrift TV Spielfilm vergeben die beste Wertung (Daumen nach oben) und fanden, der „verzwickte Fall“ biete „extrem viele Fährten“, die „raffiniert ausgelegt“ wurden.